# 錢吉諾拉區

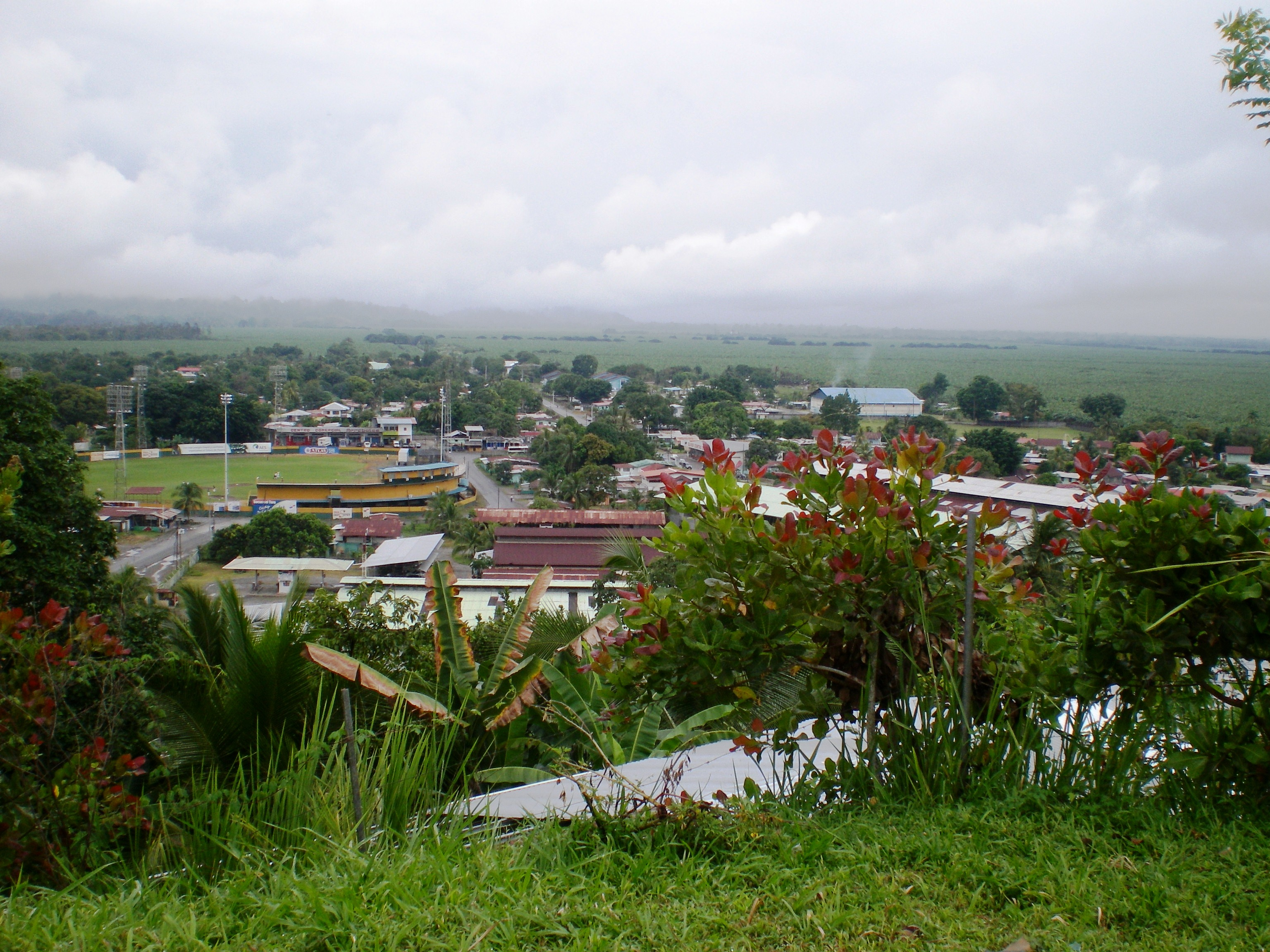

9°25′48″N 82°31′12″W / 9.43000°N 82.52000°W
錢吉諾拉區（西班牙語：Distrito de Changuinola），是巴拿馬的一個行政區，位於該國西北部，由博卡斯德爾托羅省負責管轄，始建於1970年，面積4,016.5平方公里，2010年人口82,604，人口密度每平方公里20.57人。